# ベアトリス・デ・ボルボン・イ・バッテンベルグ
ベアトリス・デ・ボルボン・イ・バッテンベルグ（Beatriz de Borbón y Battenberg, 1909年6月22日 - 2002年11月22日）は、スペインの王族、スペイン王女（Infanta de España）。

## 生涯

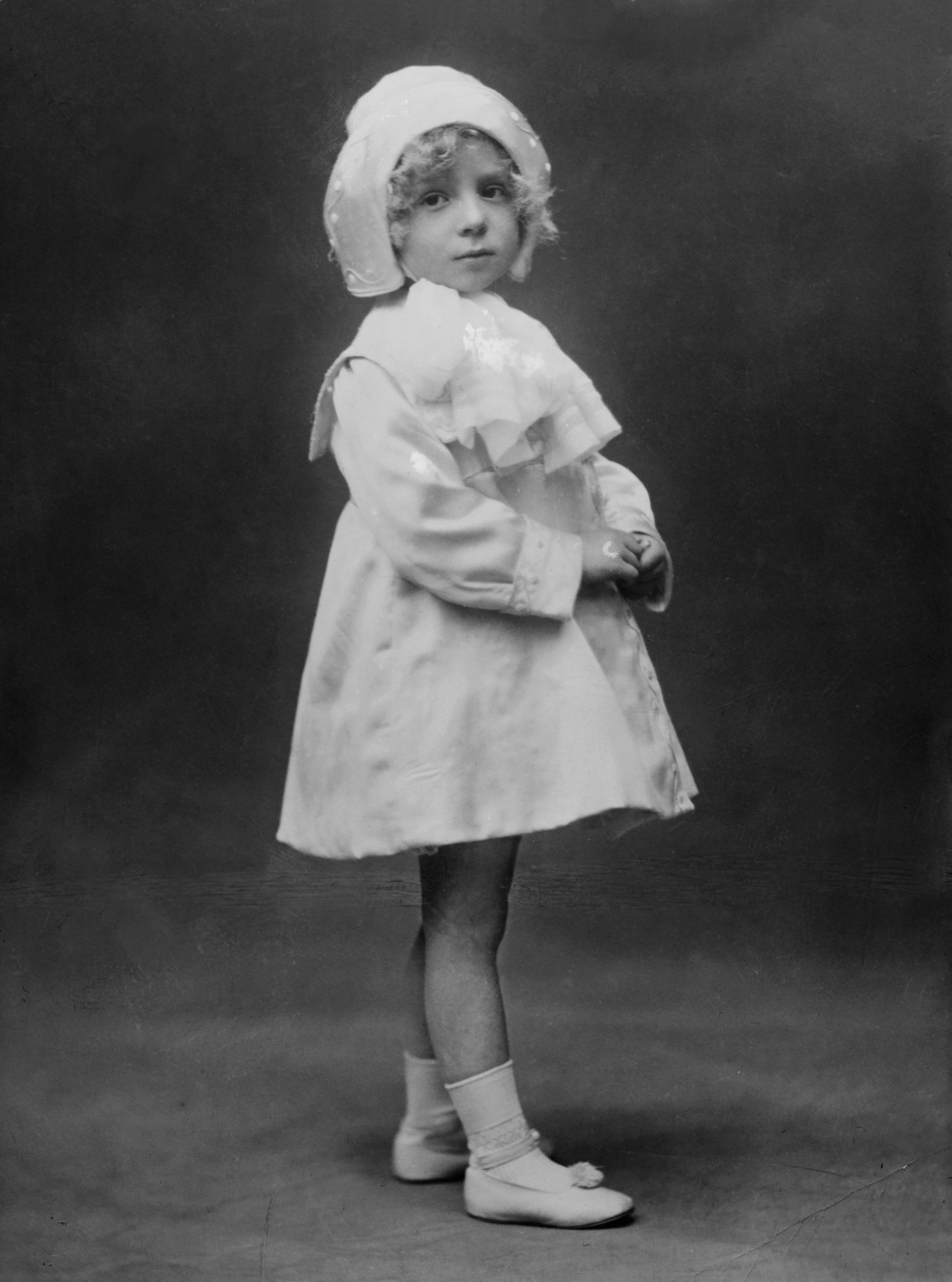
幼少期のベアトリス（1912年頃）

スペイン王アルフォンソ13世と王妃であるバッテンベルク公女ヴィクトリア・ユージェニーの間の第3子、長女として生まれた。全名はベアトリス・イサベル・フェデリーカ・アルフォンサ・エウヘニア・クリスティーナ・マリア・テレサ・ビエンベニダ・ラディスラア（Beatriz Isabel Federica Alfonsa Eugenia Christina Maria Teresa Bienvenida Ladisláa）。母はバッテンベルク公子ハインリヒ・モーリッツとイギリス王女ベアトリスの娘である。
ベアトリスは又従弟にあたるガリエラ公アルバロと恋愛関係にあったが、二人はどちらもイギリスのヴィクトリア女王の曾孫で、血友病の保因者である可能性があったため、結婚は忌避された。ベアトリスとアルバロは1931年に交際を解消した。同じ年の4月14日、アルフォンソ13世が退位してスペインの王制が倒れ、スペイン第2共和国が成立すると、スペイン王家は亡命生活を余儀なくされた。王家は最初パリに逃れ、一時的にフォンテーヌブローに滞在した。両親の結婚生活は不幸で、父王は何度も不倫を重ねてはあちこちに婚外子をもうけていた。1933年に両親はついに別居、アルフォンソ13世は2人の娘ベアトリスとマリア・クリスティーナを連れてローマに移った。

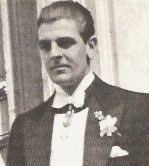
チヴィテッラ＝チェシ公アレッサンドロ（1930年）

1935年1月14日にローマにおいて、第5代チヴィテッラ＝チェシ公アレッサンドロ・トルロニア（1911年 - 1986年）と結婚した。結婚式の後、夫妻は教皇ピウス11世から祝福を受けた。夫アレッサンドロはアメリカ人女優ブルック・シールズの大伯父である。また、ベアトリス夫妻の次女オリンピアの娘シビラ・ウェイレルは、ルクセンブルク大公ジャンの末息子である大公子ギヨームと結婚した。
ベアトリスは2002年、ローマの自邸パラッツォ・トルロニアで没した。

## 子女
ベアトリスは夫との間に4人の子供をもうけた。
- サンドラ（1936年 - 2014年） - 1958年、トンマーゾ・レクイロ・ディ・アッサバ伯爵と結婚
- マルコ（英語版）（1937年 - 2014年） - 第6代チヴィテッラ＝チェシ公
- マリーノ（1939年 - 1995年）
- オリンピア（1943年 - ） - 1965年、フランスの資産家ポール＝アニック・ウェイレルと結婚

トルロニア家の紋章